# Steerecleus beskeanus
Steerecleus beskeanus är en bladmossart som beskrevs av H. Robinson 1987. Steerecleus beskeanus ingår i släktet Steerecleus och familjen Brachytheciaceae. Inga underarter finns listade i Catalogue of Life.